# Хром-цинковый элемент
Хром-цинковый элемент (элемент Грове, элемент Бунзена, элемент Поггендорфа) — первичный химический источник тока, в котором анодом является цинк, катодом — прессованный графит, а электролитом — водный раствор серной кислоты и бихромата калия (хромовая смесь).

## История изобретения
Элемент изобретен во второй половине XIX века. Славу изобретателя элемента делят три знаменитых химика — Уильям Грове, Роберт Бунзен и Иоганн Поггендорф. Все трое независимо друг от друга использовали данную электрохимическую систему для получения сильных токов и напряжений, и создали конструктивно различные элементы, и потому в литературе часто встречаются такие названия как элемент Грове, элемент Бунзена, элемент Поггендорфа. Именно Грове принадлежит заслуга в широчайшем распространении этого элемента, а Поггендорфу принадлежат заслуги в значительном усовершенствовании конструкции коммерческих образцов хром-цинкового элемента. Другие названия элемента: элемент с хромовой кислотой, хроматный элемент.

## Параметры
- Теоретическая энергоемкость:
  - Удельная энергоемкость: до 75—90 Вт·час/кг
  - Удельная энергоплотность: до 135—152 Вт·час/дм3
- ЭДС: 1,8—1,9 вольта.
- Рабочая температура: −40…+50 °C.

## В культуре
- Элементы Бунзена упоминаются в романе «Двадцать тысяч льё под водой» Жюля Верна 1870 года, где они обеспечивают электричеством двигатели подводной лодки «Наутилус», а также в романе «Пять недель на воздушном шаре» (26 гл), и в романе «Путешествие и приключения капитана Гаттераса» 1866 года, где энергия, добываемая с их помощью, используется для поддержания работы электрического маяка.